# روبل بيلاروسي
الروبل أو الرووبل (البيلاروسية: рубель، رومنة: rubieĺ: الروسية: рубль، رومنة: rubl' الاختصار: Br، رمز ISO: BYN) هي عملة بيلاروسيا. تنقسم إلى 100 كوبيك (البيلاروسية: капейка، رومنة: kapiejka, الروسية: копейка، رومنة: kopeyka).
يُحدَّد سعر صرف الروبل البيلاروسي بناءً على سلة عملات تتكون من الروبل الروسي (بوزن 60%)، الدولار الأمريكي (بوزن 30%)، والرنمينبي (بوزن 10%). كان اليورو جزءًا من السلة المذكورة، لكنه استُبعد في ديسمبر 2022 بسبب انخفاض حجم التجارة بين بيلاروسيا والاتحاد الأوروبي.

## تاريخ

### الروبل الأول (BYB)، 1992-2000
نتيجة لتفكك سلسلة التوريد في مؤسسات الاتحاد السوفيتي السابق، بدأ بيع وشراء السلع في السوق، مما تطلب في كثير من الأحيان تسويةً نقدية. لم تكن الوحدة البيلاروسية لبنك الدولة السوفيتي تملك القدرة أو الترخيص لطباعة الأوراق النقدية السوفيتية، لذا قررت الحكومة إصدار عملتها الوطنية الخاصة لتسهيل الوضع النقدي. الكلمة الألمانية "ثالر" (البيلاروسية: талер)، مقسمة إلى 100 جروشن (البيلاروسية: грош) اقترح اسم العملة البيلاروسية، لكن الأغلبية الشيوعية في المجلس الأعلى لبيلاروسيا رفضت الاقتراح وتمسكت بكلمة روبل التي كانت تستخدم في بيلاروسيا منذ عهد الاتحاد السوفيتي والإمبراطورية الروسية. استخدمت كلمة روبل أيضًا كاسم للعملة المتداولة في دوقية ليتوانيا الكبرى في العصور الوسطى، كانت بيلاروسيا جزءًا رئيسيًا منها (انظر العملة الليتوانية الطويلة).
منذ انهيار الاتحاد السوفيتي وحتى مايو 1992، كان الروبل السوفيتي متداولًا في بيلاروسيا إلى جانب الروبل البيلاروسي. تداولت أوراق نقدية جديدة بالروبل الروسي في بيلاروسيا، لكن استبدلت بأوراق نقدية أصدرها البنك الوطني لجمهورية بيلاروسيا في مايو 1992. عُين رمز ISO BYB لأول روبل بيلاروسي بعد انهيار الاتحاد السوفيتي، وحل محل العملة السوفيتية بسعر صرف 1 روبل بيلاروسي = 10 روبلات سوفيتية/روسية. استغرق الأمر حوالي عامين قبل أن يصبح الروبل العملة الرسمية للبلاد في عام 1994، ليحل محل الروبل الروسي.

### الروبل الثاني (BYR)، 2000-2016
طُرح في عام 2000، روبل جديد (رمزه ISO ٤٢١٧ هو BYR)، لِيحل محل الروبل الأول بسعر صرف 1 BYR = 1000 BYB. كان هذا إعادة تصنيف بعد إزالة ثلاثة أصفار. صدرت الأوراق النقدية فقط؛ بينما سُكت العملات المعدنية فقط كمقتنيات تذكارية.

#### التكامل النقدي مع روسيا
منذ بداية رئاسته عام 1994، بدأ ألكسندر لوكاشينكو بطرح فكرة التكامل مع الاتحاد الروسي، واتخذ خطوات في هذا الاتجاه. طُرحت فكرة إصدار عملة موحدة لاتحاد روسيا وبيلاروسيا؛ نصت المادة 13 من "معاهدة إنشاء دولة اتحاد روسيا وبيلاروسيا" لعام 1999 على عملة موحدة. كان اقتصاد بيلاروسيا إلى حد كبير اقتصادًا على الطراز السوفيتي، خاضعًا لسيطرة مركزية، ويعتمد اعتمادًا كبيرًا على إمدادات الطاقة الرخيصة من روسيا. استمرت المناقشات حول العملة المشتركة إلى ما بعد هدف التنفيذ الذي حددته الدولتان في عام 2005. بدءًا من عام 2008، أعلن البنك المركزي في بيلاروسيا أن الروبل سيكون مرتبطًا بالدولار الأمريكي بدلاً من الروبل الروسي. وصف رئيس البنك السابق ستانيسلاف بوجدانكيفيتش القرار بأنه قرار سياسي، مُرتبط باستياء بيلاروسيا العلني من رفع روسيا لأسعار صادرات النفط والغاز إلى بيلاروسيا في وقت سابق من ذلك العام.

### الروبل الثالث (BYN)، 2016 حتى الآن
في يوليو 2016، قُدم روبل جديد (رمز ISO 4217 BYN)، بسعر 1BYN= 10000 BYR. تداول الروبل القديم والجديد بالتوازي من 1 يوليو إلى 31 ديسمبر 2016. أصدرت بيلاروسيا عملات معدنية للتداول العام لأول مرة. سبع فئات من الأوراق النقدية (5، 10، 20، 50، 100، 200 و500 روبل) وثماني فئات من العملات المعدنية (1، 2، 5، 10، 20 و50 كوبيل و1 و2 روبل) قيد التداول اعتبارًا من 1 يوليو 2016. تحتوي الأوراق النقدية على خيوط أمان وتظهر عام 2009 كتاريخ إصدار (تاريخ محاولة فاشلة لإصلاح العملة).

## عملات معدنية

### السلسلة الأولى، 2016
في 27 ديسمبر 2016، طُرحت العملات المعدنية لأول مرة في تاريخ الروبل البيلاروسي، نتيجة لإعادة تصنيفه. في السابق، كانت بيلاروسيا من الدول القليلة في العالم التي لم تصدر عملات معدنية قط؛ يعود ذلك إلى حد كبير إلى التضخم الجامح، وهي مشكلة ظهرت منذ الاستقلال.
عرضت سلوفاكيا سك العملات المعدنية، وقدمت نماذج أولية. تُسك العملات المعدنية التي تصل قيمتها إلى 5 كوبيك من الفولاذ المطلي بالنحاس؛ تُسك العملات المعدنية من فئة 10، 20 و50 كوبيك من الفولاذ المطلي بالنحاس الأصفر؛ تُسك عملات الروبل الواحد من الفولاذ المطلي بالنيكل، وتُسك عملات الروبلين من تركيبة ثنائية المعدن بحلقة فولاذية مطلية بالنحاس الأصفر وسدادة مركزية فولاذية مطلية بالنيكل. تُظهر جميع العملات المعدنية الشعار الوطني لبيلاروسيا، والنقش "БЕЛАРУСЬ" (بيلاروسيا) وسنة السك على وجهها الأمامي. ويُظهر الوجه الخلفي قيمة العملة وزخارف رمزية مختلفة.
|  |  | 1 كوبيك  | 15    | 1.25 | 1.55 | نحاس مطلي على فولاذ                                               | ناعمة           | شعار بيلاروس الوطني، اسم الدولة، سنة السك                         | القيمة، وزخرفة ترمز للثروة والازدهار              | 2009 | 1 يوليو 2016 |
|  |  | 2 كوبيك  | 17.5  | 1.25 | 2.10 | نحاس مطلي على فولاذ                                               | ناعمة           | شعار بيلاروس الوطني، اسم الدولة، سنة السك                         | القيمة، وزخرفة ترمز للثروة والازدهار              | 2009 | 1 يوليو 2016 |
|  |  | 5 كوبيك  | 19.8  | 1.25 | 2.7  | نحاس مطلي على فولاذ                                               | ناعمة           | شعار بيلاروس الوطني، اسم الدولة، سنة السك                         | القيمة، وزخرفة ترمز للثروة والازدهار              | 2009 | 1 يوليو 2016 |
|  |  | 10 كوبيك | 17.7  | 1.80 | 2.8  | نحاس أصفر مطلي على فولاذ                                          | محززة           | شعار بيلاروس الوطني، اسم الدولة، سنة السك                         | القيمة، وزخرفة ترمز للخصوبة وقوة الحياة           | 2009 | 1 يوليو 2016 |
|  |  | 20 كوبيك | 20.35 | 1.85 | 3.7  | نحاس أصفر مطلي على فولاذ                                          | محززة           | شعار بيلاروس الوطني، اسم الدولة، سنة السك                         | القيمة، وزخرفة ترمز للخصوبة وقوة الحياة           | 2009 | 1 يوليو 2016 |
|  |  | 50 كوبيك | 22.25 | 1.55 | 3.95 | نحاس أصفر مطلي على فولاذ                                          | محززة           | شعار بيلاروس الوطني، اسم الدولة، سنة السك                         | القيمة، وزخرفة ترمز للخصوبة وقوة الحياة           | 2009 | 1 يوليو 2016 |
|  |  | 1 روبل   | 21.25 | 2.3  | 5.6  | نيكل مطلي على فولاذ                                               | محززة           | شعار بيلاروس الوطني، اسم الدولة، سنة السك                         | القيمة، وزخرفة ترمز إلى السعي نحو السعادة والحرية | 2009 | 1 يوليو 2016 |
|  |  | 2 روبل   | 23.5  | 2.0  | 5.81 | نحاس أصفر مطلي على فولاذ في الحلقة الخارجية، مع مركز مطلي بالنيكل | نقوش على الحافة | شعار بيلاروس الوطني، اسم الدولة، سنة السك، مفصولة بزخرفة "باهاتش" | القيمة، وزخرفة ترمز إلى السعي نحو السعادة والحرية | 2009 | 1 يوليو 2016 |

### إصدارات تذكارية

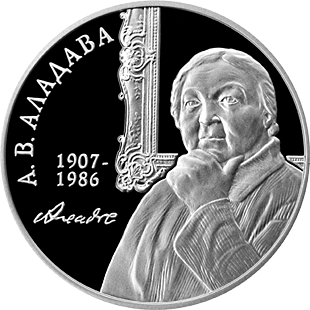
ألينا ألادافا، مديرة المتحف الوطني للفنون البيلاروسية، على ظهر إصدار مئوي

بيلاروسيا منتج كبير للعملات التذكارية لسوق العملات، وخاصةً عملات السبائك الذهبية، الفضية والعملات القانونية غير المتداولة. تتراوح تصاميمها بين المألوفة نسبيًا، الفريدة والمبتكرة؛ تتراوح مواضيعها بين "الثقافة والأحداث المحلية"، القصص الخيالية، ومواضيع الثقافة الشعبية التي لا علاقة لها ببيلاروسيا. تبلغ القيمة الاسمية لمعظم هذه العملات روبلًا واحدًا؛ بينما تتراوح قيمة بعضها بين 3 و5 روبلات فأكثر. ونظرًا لاعتبارها عملات جديدة، فمن غير المرجح أن تُتداول هذه العملات على نطاق واسع.

## الأوراق النقدية

### الروبل الأول (BYB)
في عام 1992، صدرت أوراق نقدية بفئات 50 كوبيك، و1، 3، 5، 10، 25، 50، 100، 200، 500، 1,000 و5,000 روبل. تلا ذلك إصدار أوراق نقدية بقيمة 20,000 روبل في عام 1994، و50,000 روبل في عام 1995، و100,000 روبل في عام 1996، و500,000 روبل في عام 1998، ثم 1,000,000 و5,000,000 روبل في عام 1999.
| سلسلة 1992-1999 | سلسلة 1992-1999 | سلسلة 1992-1999  | سلسلة 1992-1999 | سلسلة 1992-1999   | سلسلة 1992-1999                                                 | سلسلة 1992-1999                                            | سلسلة 1992-1999              | سلسلة 1992-1999             | سلسلة 1992-1999              | سلسلة 1992-1999 |
| صورة            | صورة            | القيمة           | الأبعاد         | اللون الرئيسي     | الوصف                                                           | الوصف                                                      | تاريخ                        | تاريخ                       | تاريخ                        |                 |
| الوجه           | عكس             | القيمة           | الأبعاد         | اللون الرئيسي     | الوجه                                                           | عكس                                                        | القضية                       | الانسحاب                    | انقضاء                       |                 |
| --------------- | --------------- | ---------------- | --------------- | ----------------- | --------------------------------------------------------------- | ---------------------------------------------------------- | ---------------------------- | --------------------------- | ---------------------------- | --------------- |
|                 |                 | 50 مؤتمر الأطراف | 105 × 53 مم     | برتقالي-وردي      | صورة سكيوروس                                                    | باهونيا ("المطاردة")                                       | 25 أيار / مايو 1992          | 1 كانون الثاني / يناير 2001 | 31 كانون الأول / ديسمبر 2000 |                 |
|                 |                 | ربل 1            | 105 × 53 مم     | رمادي أزرق        | صورة الجري الأرنب الأوروبي أو "زايتشيك" التي أكسبت العملة لقبها | باهونيا ("المطاردة")                                       | 25 أيار / مايو 1992          | 1 كانون الثاني / يناير 2001 | 31 كانون الأول / ديسمبر 2000 |                 |
|                 |                 | ربلز 3           | 105 × 53 مم     | الأخضر            | صورة القنادس                                                    | باهونيا ("المطاردة")                                       | 25 أيار / مايو 1992          | 1 كانون الثاني / يناير 2001 | 31 كانون الأول / ديسمبر 2000 |                 |
|                 |                 | ربلز 5           | 105 × 53 مم     | الأزرق والوردي    | صورة الذئاب                                                     | باهونيا ("المطاردة")                                       | 25 أيار / مايو 1992          | 1 كانون الثاني / يناير 2001 | 31 كانون الأول / ديسمبر 2000 |                 |
|                 |                 | ربلز 10          | 105 × 53 مم     | أخضر داكن         | صورة من الوشق الأوراسي مع هريرة                                 | باهونيا ("المطاردة")                                       | 25 أيار / مايو 1992          | 1 كانون الثاني / يناير 2001 | 31 كانون الأول / ديسمبر 2000 |                 |
|                 |                 | ربلز 25          | 105 × 53 مم     | أورانج            | صورة موس                                                        | باهونيا ("المطاردة")                                       | 25 أيار / مايو 1992          | 1 كانون الثاني / يناير 2001 | 31 كانون الأول / ديسمبر 2000 |                 |
|                 |                 | ربلز 50          | 105 × 53 مم     | فيوليت            | صورة الدب البني                                                 | باهونيا ("المطاردة")                                       | 25 أيار / مايو 1992          | 1 كانون الثاني / يناير 2001 | 31 كانون الأول / ديسمبر 2000 |                 |
|                 |                 | ربلز 100         | 105 × 53 مم     | أخضر-بني          | صورة الحكمة                                                     | باهونيا ("المطاردة")                                       | 25 أيار / مايو 1992          | 1 كانون الثاني / يناير 2001 | 31 كانون الأول / ديسمبر 2000 |                 |
|                 |                 | ربلز 200         | 105 × 53 مم     | الأصفر والأخضر    | صورة ساحة محطة القطار                                           | باهونيا ("المطاردة")                                       | 8 كانون الأول / ديسمبر 1992  | 1 كانون الثاني / يناير 2001 | 31 كانون الأول / ديسمبر 2000 |                 |
|                 |                 | ربلز 500         | 105 × 53 مم     | البنفسجي الأحمر   | ساحة النصر ، مينسك                                              | باهونيا ("المطاردة")                                       | 8 كانون الأول / ديسمبر 1992  | 1 كانون الثاني / يناير 2001 | 31 كانون الأول / ديسمبر 2000 |                 |
|                 |                 | ربلز 1,000       | 105 × 53 مم     | الأخضر            | الأكاديمية الوطنية للعلوم في بيلاروسيا في مينسك                 | باهونيا ("المطاردة")                                       | 3 تشرين الثاني / نوفمبر 1993 | 1 كانون الثاني / يناير 2001 | 31 كانون الأول / ديسمبر 2003 |                 |
|                 |                 | ربلز 1,000       | 110 × 60 مم     | الأخضر            | الأكاديمية الوطنية للعلوم في بيلاروسيا في مينسك                 | صورة كبيرة لعدد 1000                                       | 16 أيلول / سبتمبر 1998       | 1 كانون الثاني / يناير 2001 | 31 كانون الأول / ديسمبر 2003 |                 |
|                 |                 | ربلز 5,000       | 105 × 60 مم     | أحمر              | ترينيتي هيل في مينسك                                            | باهونيا                                                    | 7 نيسان / أبريل 1994         | 1 كانون الثاني / يناير 2001 | 31 كانون الأول / ديسمبر 2003 |                 |
|                 |                 | ربلز 5,000       | 110 × 60 مم     | أحمر              | ترينيتي هيل في مينسك                                            | صورة كبيرة لعدد 5000                                       | 16 أيلول / سبتمبر 1998       | 1 كانون الثاني / يناير 2001 | 31 كانون الأول / ديسمبر 2003 |                 |
|                 |                 | ربلز 20,000      | 150 × 69 مم     | الزيتون الأصفر    | البنك الوطني لجمهورية بيلاروسيا                                 | باهونيا                                                    | 28 كانون الأول / ديسمبر 1994 | 1 كانون الثاني / يناير 2001 | 31 كانون الأول / ديسمبر 2003 |                 |
|                 |                 | ربلز 50,000      | 150 × 69 مم     | بني فاتح          | بوابة خولم                                                      | قلعة بريست النصب التذكاري                                  | 15 أيلول / سبتمبر 1995       | 1 كانون الثاني / يناير 2001 | 31 كانون الأول / ديسمبر 2003 |                 |
|                 |                 | ربلز 100,000     | 150 × 69 مم     | رمادي-بني         | مسرح الأوبرا والباليه (مينسك)                                   | مشهد من الباليه "المفضل" ("Избранница")                    | 17 تشرين الأول / أكتوبر 1996 | 1 كانون الثاني / يناير 2001 | 31 كانون الأول / ديسمبر 2003 |                 |
|                 |                 | ربلز 500,000     | 150 × 69 مم     | البرتقالي والأحمر | النقابات العمالية الجمهورية قصر الثقافة في مينسك                | الزخارف المعمارية على القصر الجمهوري للثقافة في بيلاروسيا  | 1 كانون الأول / ديسمبر 1998  | 1 كانون الثاني / يناير 2001 | 31 كانون الأول / ديسمبر 2003 |                 |
|                 |                 | ربلز 1,000,000   | 150 × 69 مم     | السماء الزرقاء    | المتحف الوطني للفنون في بيلاروسيا في مينسك                      | جزء من صورة" صورة الزوجة بالورود والفواكه " للمخرج خروتسكي | 30 نيسان / أبريل 1999        | 1 كانون الثاني / يناير 2001 | 31 كانون الأول / ديسمبر 2003 |                 |
|                 |                 | ربلز 5,000,000   | 150 × 69 مم     | بنفسجي فاتح       | قصر مينسك الرياضي                                               | صورة لمجمع" روبيشي " الرياضي                               | 6 أيلول / سبتمبر 1999        | 1 كانون الثاني / يناير 2001 | 31 كانون الأول / ديسمبر 2003 |                 |

### الروبل الثاني (BYR)
في عام 2000، صدرت أوراق نقدية بفئات 1، 5، 10، 20، 50، 100، 500، 1,000، و5,000 روبل (BYR)، يُعادل 1 روبل جديد (BYR) 1,000 روبل قديم (BYB – الروبل الأول). وفي عام 2001، دخلت فئات أعلى من 10,000، 20,000، و50,000 روبل، تلتها فئة 100,000 روبل في عام 2005، ثم فئة 200,000 روبل في عام 2012. لم تصدر أي عملات معدنية أو أوراق نقدية بفئة الكوبيك.
في 1 سبتمبر 2010، دخلت قواعد جديدة للإملاء البيلاروسي حيز التنفيذ. ووفقًا للقواعد القديمة، كان التهجئة الصحيحة لكلمة "خمسين" في البيلاروسية هي "пяцьдз е сят" (pyats'dz e syat)، ولكن بموجب القواعد الجديدة، يجب تهجئتها "пяцьдз я сят" (pyats'dz ya syat). والفرق هو أن الحرف السابع كان الحرف السيريلي YE، ولكنه أصبح الآن الحرف السيريلي YA. ونتيجة لهذه القواعد الجديدة، أصبحت أوراق النقد الحالية من فئة 50 و50,000 روبل، الصادرة عام 2000، تحتوي على أخطاء فنية في كتابة الفئات. في 29 ديسمبر 2010، أصدر البنك الوطني البيلاروسي أوراقًا نقدية جديدة من فئة 50 و50,000 روبل لمطابقة النقوش على الأوراق النقدية مع القواعد الجديدة للإملاء وعلامات الترقيم البيلاروسية. تظل صور، ألوان وأحجام الأوراق النقدية متوافقة مع الإصدارات السابقة من نفس الفئات الصادرة عام 2000. كما لم تعد أوراق الخمسين روبل المعدلة مزودة بخيط أمان، بينما استُبدل خيط الأمان الصلب بخيط أمان ذي نافذة بعرض 2 ملم في أوراق الخمسين المعدلة.
| سلسلة 2000 | سلسلة 2000 | سلسلة 2000   | سلسلة 2000  | سلسلة 2000        | سلسلة 2000                                                           | سلسلة 2000                                                              | سلسلة 2000                   | سلسلة 2000                  | سلسلة 2000                   |
| صورة       | صورة       | القيمة       | الأبعاد     | اللون الرئيسي     | الوصف                                                                | الوصف                                                                   | تاريخ                        | تاريخ                       | تاريخ                        |
| الوجه      | عكس        | القيمة       | الأبعاد     | اللون الرئيسي     | الوجه                                                                | عكس                                                                     | القضية                       | الانسحاب                    | انقضاء                       |
| ---------- | ---------- | ------------ | ----------- | ----------------- | -------------------------------------------------------------------- | ----------------------------------------------------------------------- | ---------------------------- | --------------------------- | ---------------------------- |
|            |            | ربل 1        | 110 × 60 مم | الأخضر            | بناء الأكاديمية الوطنية للعلوم في بيلاروسيا                          | المذهب في الأرقام                                                       | 1 كانون الثاني / يناير 2000  | 1 كانون الثاني / يناير 2003 | 31 كانون الأول / ديسمبر 2003 |
|            |            | ربلز 5       | 110 × 60 مم | وردة حمراء        | عرض من ترايتسكاي برادميستسي في مينسك                                 | المذهب في الأرقام                                                       | 1 كانون الثاني / يناير 2000  | 1 أيلول / سبتمبر 2004       | 30 حزيران / يونيه 2005       |
|            |            | ربلز 10      | 110 × 60 مم | أزرق فاتح         | مبنى المكتبة الوطنية في بيلاروسيا                                    | المذهب في الأرقام                                                       | 1 كانون الثاني / يناير 2000  | 1 آذار / مارس 2013          | 31 آذار / مارس 2014          |
|            |            | ربلز 20      | 150 × 69 مم | الزيتون الأصفر    | مبنى البنك الوطني البيلاروسي                                         | الجزء الداخلي من مبنى البنك الوطني في بيلاروسيا                         | 1 كانون الثاني / يناير 2000  | 1 آذار / مارس 2013          | 31 آذار / مارس 2014          |
|            |            | ربلز 50      | 150 × 69 مم | البرتقالي والأحمر | ال خولم بوابة-جزء من النصب التذكاري بريست بطل القلعة                 | المدخل الرئيسي للنصب التذكاري بريست بطل القلعة                          | 1 كانون الثاني / يناير 2000  | 1 تموز / يوليه 2015         | 1 يوليو 2016                 |
|            |            | ربلز 100     | 150 × 69 مم | الأخضر            | دار الأوبرا والباليه الأكاديمية الوطنية الكبرى في بيلاروسيا في مينسك | مشهد من الباليه "المفضل" من قبل إي إيه هليباو                           | 1 كانون الثاني / يناير 2000  | 1 يناير 2017                | 1 يناير 2022                 |
|            |            | ربلز 500     | 150 × 74 مم | بني فاتح          | النقابات العمالية الجمهورية قصر الثقافة في مينسك                     | الزخارف المعمارية على القصر الجمهوري للثقافة في بيلاروسيا               | 1 كانون الثاني / يناير 2000  | 1 يناير 2017                | 1 يناير 2022                 |
|            |            | ربلز 1,000   | 150 × 74 مم | أزرق فاتح         | المتحف الوطني للفنون في بيلاروسيا في مينسك                           | جزء من صورة" صورة الزوجة بالورود والفواكه " للمخرج خروتسكي              | 1 كانون الثاني / يناير 2000  | 1 يناير 2017                | 1 يناير 2022                 |
|            |            | ربلز 5,000   | 150 × 74 مم | بنفسجي فاتح       | قصر مينسك الرياضي                                                    | صورة لمجمع" روبيشي " الرياضي                                            | 1 كانون الثاني / يناير 2000  | 1 يناير 2017                | 1 يناير 2022                 |
|            |            | ربلز 10,000  | 150 × 74 مم | الوردي            | بانوراما من فيتبسك المدينة                                           | المدرج الصيفي في فيتيبسك                                                | 16 نيسان / أبريل 2001        | 1 يناير 2017                | 1 يناير 2022                 |
|            |            | ربلز 20,000  | 150 × 74 مم | رمادي             | قصر غوميل                                                            | منظر للقصر من صورة أ. إدزكوسكي في هوميل                                 | 21 كانون الثاني / يناير 2002 | 1 يناير 2017                | 1 يناير 2022                 |
|            |            | ربلز 50,000  | 150 × 74 مم | السماء الزرقاء    | قلعة في مستوطنة مير ، منطقة كاريليشي, منطقة غرودنو                   | الكولاج الزخرفية من العناصر المعمارية من قلعة مير                       | 20 كانون الأول / ديسمبر 2002 | 1 يناير 2017                | 1 يناير 2022                 |
|            |            | ربلز 100,000 | 150 × 74 مم | أورانج            | ال قلعة نسفيزه                                                       | منظر لقلعة رادزيويلز في نياسفيز من لوحة للفنان البيلاروسي نابليون أوردا | 15 تموز / يوليه 2005         | 1 يناير 2017                | 1 يناير 2022                 |
|            |            | ربلز 200,000 | 150 × 74 مم | أخضر فاتح         | متحف موغيليف ماسلنيكوف للفنون                                        | ملصقة زخرفية للعناصر المعمارية لمبنى المتحف                             | 12 آذار / مارس 2012          | 1 يناير 2017                | 1 يناير 2022                 |

### الروبل الثالث (BYN)
في عام 2016، قُدمت الأوراق النقدية بفئات 5، 10، 20، 50، 100، 200 و500 روبل (BYN)، حيث 1 BYN = 10000 BYR (الروبل الثاني). في 4 نوفمبر 2015، أعلن البنك الوطني لجمهورية بيلاروسيا استبدال الأوراق النقدية التي كانت قيد الاستخدام في ذلك الوقت بأخرى جديدة بسبب إعادة التصنيف القادمة. أعادة التصنيف بنسبة 1:10000 (10000 روبل من سلسلة 2000 = 1 روبل من سلسلة 2009). جلب هذا الإصلاح النقدي أيضًا إدخال العملات المعدنية لأول مرة في جمهورية بيلاروسيا.
تُطبع الأوراق النقدية من قِبل شركة "دي لا رو" البريطانية المُصنعة للأوراق النقدية، المتخصصة في الطباعة الأمنية، صناعة الورق وأنظمة مناولة النقود. أما العملات المعدنية، سكها كل من دار سك العملة الليتوانية ودار سك العملة الكرمنيكا. كانت الأوراق النقدية والعملات المعدنية جاهزة للتداول في عام 2009، إلا أن الأزمة المالية عام 2008 حالت دون طرحها للتداول فورًا، مما أدى إلى تأخيرٍ دام سبع سنواتٍ بشرط خفض التضخم. تصميماتها مُشابهة جدًا لأوراق اليورو النقدية.
| سلسلة 2009 | سلسلة 2009 | سلسلة 2009 | سلسلة 2009  | سلسلة 2009     | سلسلة 2009                                | سلسلة 2009                                 | سلسلة 2009                                                        | سلسلة 2009   | سلسلة 2009 | سلسلة 2009 |
| صورة       | صورة       | قيمة       | أبعاد       | اللون الرئيسي  | وصف                                       | وصف                                        | تاريخ                                                             | تاريخ        | تاريخ      | تاريخ      |
| وجه العملة | يعكس       | قيمة       | أبعاد       | اللون الرئيسي  | وجه العملة                                | يعكس                                       | الطباعة                                                           | مشكلة        | انسحاب     | انقضاء     |
| ---------- | ---------- | ---------- | ----------- | -------------- | ----------------------------------------- | ------------------------------------------ | ----------------------------------------------------------------- | ------------ | ---------- | ---------- |
|            |            | ربل 5      | 135 × 72 مم | البرتقالي      | بيلايا فيجا في كاميانيتس                  | ملصقة حول موضوع المستوطنات السلافية الأولى | 2009 2019 2020 2022 (أوراق نقدية من فئات 5 و10 و20 و50 و100 روبل) | 1 يوليو 2016 | حاضِر       | حاضِر       |
|            |            | ربل 10     | 139 × 72 مم | أزرق فاتح      | كنيسة التجلي في بولاتسك                   | كولاج حول موضوع التنوير والطباعة           | 2009 2019 2020 2022 (أوراق نقدية من فئات 5 و10 و20 و50 و100 روبل) | 1 يوليو 2016 | حاضِر       | حاضِر       |
|            |            | ربل 20     | 143 × 72 مم | أصفر           | سكن روميانتسيف-باسكيفيتش في هوميل         | كولاج حول موضوع الروحانية                  | 2009 2019 2020 2022 (أوراق نقدية من فئات 5 و10 و20 و50 و100 روبل) | 1 يوليو 2016 | حاضِر       | حاضِر       |
|            |            | ربل 50     | 147 × 72 مم | أخضر           | قلعة مير في مير                           | كولاج حول موضوع الفن                       | 2009 2019 2020 2022 (أوراق نقدية من فئات 5 و10 و20 و50 و100 روبل) | 1 يوليو 2016 | حاضِر       | حاضِر       |
|            |            | ربل 100    | 151 × 72 مم | فيروزي         | قلعة نياسفيزه في نسفيزه                   | كولاج حول موضوع المسرح والأعياد الشعبية    | 2009 2019 2020 2022 (أوراق نقدية من فئات 5 و10 و20 و50 و100 روبل) | 1 يوليو 2016 | حاضِر       | حاضِر       |
|            |            | ربل 200    | 155 × 72 مم | بنفسجي         | المتحف الإقليمي للفنون في ماهيليو         | كولاج حول موضوع الحرف والتخطيط الحضري      | 2009 2019 2020 2022 (أوراق نقدية من فئات 5 و10 و20 و50 و100 روبل) | 1 يوليو 2016 | حاضِر       | حاضِر       |
|            |            | ربل 500    | 159 × 72 مم | الوردي والأزرق | مبنى المكتبة الوطنية البيلاروسية في مينسك | كولاج حول موضوع الأدب                      | 2009 2019 2020 2022 (أوراق نقدية من فئات 5 و10 و20 و50 و100 روبل) | 1 يوليو 2016 | حاضِر       | حاضِر       |

## أسعار الصرف

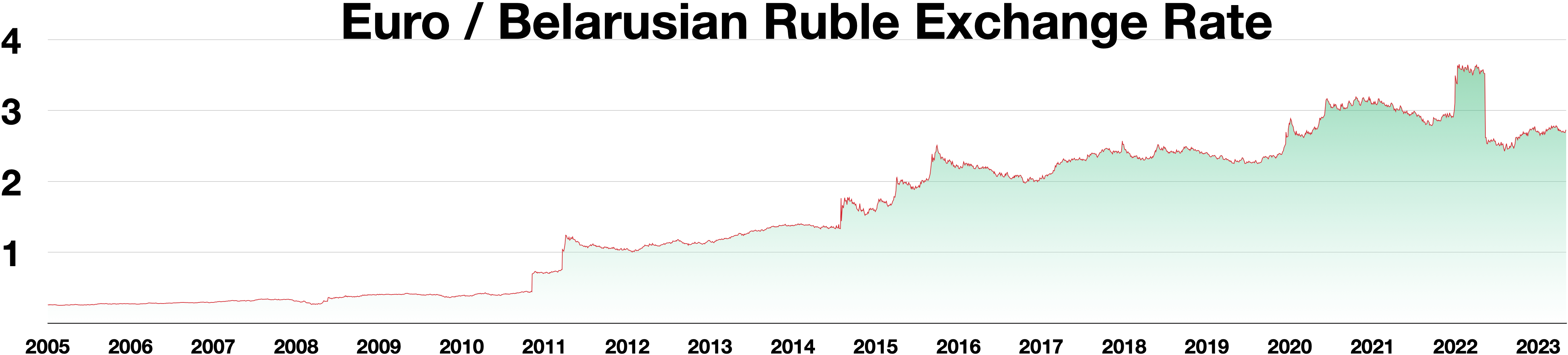
اليورو / الروبل البيلاروسي

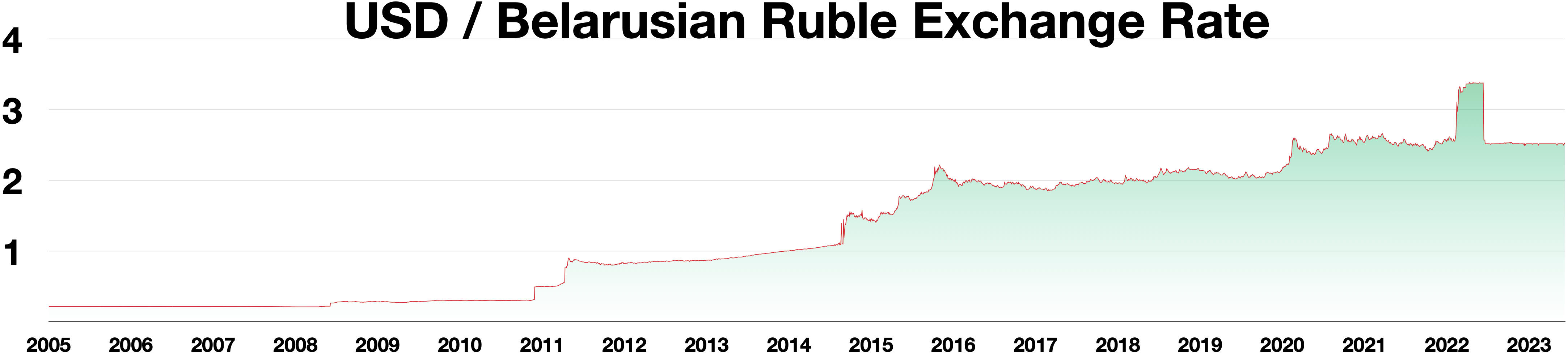
الدولار الأمريكي / الروبل البيلاروسي

في 2 يناير 2009، خفض البنك الوطني لجمهورية بيلاروسيا سعر صرف الروبل بنسبة 50%.
في 24 مايو 2011، خفض البنك الوطني لجمهورية بيلاروسيا سعر صرف الروبل بنسبة 56%. قال أليكسي مويسيف، كبير الاقتصاديين في بنك VTB Capital الروسي، في ذلك الوقت إن "الانهيار على غرار أزمة 1991 أمر لا مفر منه تقريبًا"، في إشارة إلى الأزمة التي رافقت تفكك الاتحاد السوفييتي.
في 20 أكتوبر 2011، انخفض سعر صرف الروبل بنسبة 42% (5,712 ريال الى 8,680 لكل دولار أمريكي) عند تعويمه بالكامل بناءً على مطالبات من روسيا وصندوق النقد الدولي بذلك.
في يناير 2015، خفض البنك الوطني لجمهورية بيلاروس قيمة عملته بنسبة 23٪ مقابل الدولار الأمريكي، وذلك رغم الجهود المبذولة لمنع انتقال أزمة العملة الروسية إلى داخل البلاد. اعتبارًا من 1 فبراير، بلغ سعر الدولار الأمريكي 15,400 روبل بيلاروسي، ثم انخفضت قيمة العملة أكثر لتصل إلى 15,450 روبل للدولار، وفقًا لبيانات موقع البنك المركزي البيلاروسي.

اعتبارًا من منتصف مارس 2022، بلغ الروبل البيلاروسي أدنى مستوى له على الإطلاق، حيث وصل إلى 3.33 روبل بيلاروسي مقابل الدولار الأمريكي الواحد، وذلك في أعقاب تداعيات الغزو الروسي لأوكرانيا في عام 2022. وفي 1 أبريل 2022، تداول الروبل عند 3.26 روبل مقابل الدولار، بعد أن فقد 21.5٪ من قيمته منذ بداية العام. في الفترة من 15 يوليو 2022 إلى 1 أكتوبر 2023، ثبت سعر صرف العملة عند 2.5 روبل للدولار بغرض سداد الديون؛ ومنذ ذلك الحين، ظل سعر صرف الروبل البيلاروسي ثابتًا عند 3.27 روبل مقابل الدولار الأمريكي.

## سعر الصرف BYN الحالي
| من Yahoo! Finance: | AUD CAD CHF EUR GBP HKD JPY USD RUB |
| من XE.com:         | AUD CAD CHF EUR GBP HKD JPY USD RUB |
| من Investing.com:  | AUD CAD CHF EUR GBP HKD JPY USD RUB |
| منOANDA.com:       | AUD CAD CHF EUR GBP HKD JPY USD RUB |